# Бобров, Владимир Викторович
Владимир Викторович Бобров (22 июля 1954, Москва — 18 ноября 2016, там же) — советский регбист, регбийный тренер и регбийный судья, мастер спорта СССР (1974). Один из самых ярких и титулованных советских регбистов.

## Биография
Племянник Всеволода Боброва, легендарного футболиста и хоккеиста. Начал заниматься регби в возрасте 15 лет в московском «Спартаке». Первый тренер — Александр Латышев.
Учился в МАИ и КИИГА (инженер-авиатор), играл за их команды. В составе команды КИИГА, ведомой Геннадием Петренко, становился призёром чемпионата СССР. С 1977 по 1988 годы выступал за подмосковный клуб «ВВА», в составе которого шесть раз выиграл чемпионат СССР, а в 1981 году набрал 235 очков за сезон и возглавил «Клуб-200» — клуб лучших бомбардиров чемпионата СССР, превысивших отметку в 200 очков. Неоднократно попадал в список лучших игроков страны и становился самым результативным по очкам регбистом чемпионата СССР. Для ВВА он играл такую важную роль, что иногда против него играли особенно грубо, пытаясь вывести из игры.
В составе сборной СССР Бобров выступал в 1976—1983 годах, отметился бронзовой медалью Трофея ФИРА (чемпионата Европы) сезона 1980/1981 и пятью победами на турнире «Социалистическая индустрия». В сборной СССР он не был основным бьющим: вместо него чаще били Михаил Граждан, Юрий Карпухин и Евгений Кожин. Сам Владимир предпочитал бить с прямого разбега, поднимая мяч подъёмом: 30 октября 1976 года в матче против Швеции Бобров таким образом шесть раз успешно провёл реализации в первом тайме, а Граждан во втором тайме довёл счёт до разгромных 72:0. В 1984 году Боброву запретили выступать за сборную, поскольку у него была обнаружена аритмия, при этом запрет не попадал на клубные выступления.
По завершении карьеры стал работать тренером в ДЮСШ клуба ВВА, руководить юниорскими сборными РСФСР и СССР, а также сборными России до 18 и до 20 лет. Регбийный судья национальной категории с 1989 года, регбийный судья международной категории с 1993 года. Судил матчи чемпионата и Кубка России по регби-7, награждён Почётным знаком «За заслуги в развитии физической культуры и спорта России».
Ныне имя Владимира Боброва носит дивизион Высшей лиги, победители которого участвуют в борьбе за главный приз (Кубок В.С. Ильюшина) и за попадание в Регбийную премьер-лигу.

## Достижения

### Командные
КИИГА (Киев)
- Чемпионат СССР
  - Серебряный призёр: 1974, 1975
  - Бронзовый призёр: 1976
- Победитель первенства ЦС ДСО «Спартак»: 1974, 1975.

ВВА им. Ю. Гагарина (Монино)
- Чемпионат СССР
  - Чемпион: 1977, 1980, 1981, 1984, 1985, 1986
  - Серебряный призёр: 1982, 1983, 1984, 1985, 1986, 1987
  - Бронзовый призёр: 1979
- Кубок СССР
  - Обладатель: 1980, 1983, 1986

Сборная СССР
- Трофей ФИРА (Чемпионат Европы)
  - Бронзовый призёр: 1980/1981
- Турнир «Социалистическая индустрия»
  - Победитель: 1975, 1977, 1980, 1981, 1982

### Личные
- 45 лучших регбистов страны: 1975, 1977, 1980
- Лучший бомбардир по очкам чемпионата СССР: 1974, 1979, 1980, 1981